# Musée des Pompiers d'Alcoy
Le Musée des Pompiers d'Alcoy (MUBOMA), dont le nom officiel est Musée des Pompiers du Consortium Provincial d'Alicante, est un musée situé à Alcoy (Alicante, Communauté valencienne, Espagne).

## Bâtiment
Le musée se trouve dans un édifice industriel connu sous le nom de Fábrica de Tacos, reconverti en musée. L'édifice est construit en pierre de taille près de la rivière du Serpis.
D'aspect rectiligne, le bâtiment comprend un rez-de-chaussée et deux étages. Sa structure interne est entièrement construite en bois de pin. La façade adopte certains éléments néoclassiques. La cheminée est postérieure et est construite en brique avec un fût de forme conique.

## Musée
C'est le premier musée de pompiers de la Communauté valencienne. Il a été inauguré en juillet 2011. Le musée permet de connaître l'importance de cette profession et contient une collection d'outils et de ressources qui ont permis le développement de ce métier.
Dans le musée est conservé et exposé le patrimoine des différentes équipes de pompiers de la province d'Alicante amassé avec le temps.
Le musée comprend une collection des premiers véhicules utilisés dans les travaux d'extinction d'incendies, ainsi qu'une multitude d'objets, équipements et vêtements, soit toute l'histoire des pompiers dans la province d'Alicante, reconvertie en collection muséographique.